# Barrio San Cayetano (Mendoza)
Barrio San Cayetano es una localidad argentina ubicada en el distrito Vista Flores, Departamento Tunuyán, Provincia de Mendoza. Es un complejo habitacional en la zona oeste del distrito, a 2,5 km del centro urbano de Vista Flores.
Cuenta con una capilla destino de procesiones el día de San Cayetano de Thiene.